# Sweet 7
Sweet 7 es el séptimo y final álbum de estudio de la banda británica Sugababes, fue publicado 5 de marzo de 2010 a través de Island Records. Fue el primer lanzamiento luego de que la última miembro original, Keisha Buchanan, fuera expulsada en 2009 y reemplazada por Jade Ewen. El álbum fue producido por Roc Nation con el fin de introducir a la banda en mercado americano, sin embargo, esto fue discutido más tarde por el grupo que afirmó que la disquera solo buscó las canciones y produjo el álbum.
La participación de la Roc Nation le dio un fuerte sonido de Electro-pop y dance debido a la influencia de los productores y escritores de EE.UU, principalmente Fernando Garibay, Stargate y  The Smeezingtons. A pesar de la entrada en alto perfil, Sweet 7 tuvo una muy mala acogida por los críticos que lo galardonaron con una calificación 39 de 100 de acuerdo a las revisiones del sitio Metacritic. Muchos de los malos comentarios se debieron a la pérdida de originalidad debido a la expulsión de Buchanan, la falta de un sonido identificable y de alma en el proyecto.
A raíz de la polémica, Sweet 7 alcanzó el puesto número 14 en el Reino Unido y el 35 en Irlanda convirtiéndose en el segundo álbum que no alcanza las diez primeras posiciones en UK y el menos vendido en los diez años de carrera del grupo. Se generaron tres sencillos que entraron en los 10 mejores incluyendo el último con la voz de Keisha "Get Sexy" (Número 2), "About A Girl" (Número 8), primer sencillo que contó con la voz de Jade Ewen, y el último, "Wear My Kiss"(Número 7). La promoción del álbum terminó abruptamente debido a las escasas ventas del álbum de modo que el grupo podría haber comenzado a trabajar en un nuevo álbum, sin embargo se disolvieron después de la publicación de un último sencillo promocional, "Freedom".

## Grabación y cambio en la formación
Antes de la creación del álbum, Sugababes firmó un contrato en EE. UU. con la disquera de Jay-Z, Roc Nation. El álbum fue grabado en su mayoría, en Los Ángeles y Nueva York, pero a un productor les agradó tanto que les hizo un par de sesiones en Londres. El grupo trabajó principalmente con RedOne, Ryan Tedder, Stargate , Fernando Garibay, Jack Lucien en las canciones "About A Girl" y "Wait For You" y el equipo The Smeezingtons (Philip Lawrence y Bruno Mars). Una de las canciones del álbum," No More You ", fue escrita por Ne-Yo, Keisha Buchanan comparó la canción con las de Rihanna "Hate That I Love You" y "Take a Bow". El grupo también colaboró con Sean Kingston. Las chicas bromearon diciendo que "Rihanna fue la cuarto miembro, diciendo las canciones que les gustaba y cuáles no" Buchanan dijo a la BBC Radio 1's Newsbeat que "El álbum tiene definitivamente la sensanción británica, no nos hemos americanizado", ella continuó diciendo "Creo que nos ha dado una energía fresca otra vez, lo único que queríamos era volver con algo diferente", también admitió que las chicas no estaban muy satisfechas con las ventas del álbum anterior, "Catfights and Spotlights", pero que estaban muy orgullosas ese disco.
Después del lanzamiento del primer sencillo "Get Sexy" y a tan solo 2 meses de que el álbum fuera lanzado en noviembre de 2009, los medios informaron que  Amelle Berrabah había dejado el grupo, sin embargo Keisha desmintió cualquier rumor y dijo que no habría cambios por el momento. El 21 de septiembre de 2009, se anunció oficialmente que Keisha Buchanan había dejado la banda, aunque afirmó que no fue su decisión hacerlo, por lo que los medios infirieron que había sido expulsada. Buchanan siguió adherida a la disquera Island Records para comenzar su carrera en solitario, mientras que la exparticipante del Festival de la Canción de Eurovisión 2009, Jade Ewen, se convirtió en la nueva "Sugababe". Ewen inmediatamente comenzó a regrabar el álbum.

## Sencillos
- "Get Sexy" producido por The Smeezingtons, lanzado el 31 de agosto de 2009, alcanzó el puesto 2 en el Reino Unido, es el último sencillo con la voz de la última miembro original Keisha Buchanan. La canción estuvo en el top-ten durante 3 semanas. En Irlanda, llegó al número 3, pero en el resto de Europa no alcanzó el top-veinte

- " About A Girl" producida por RedOne, es el segundo sencillo, fue lanzado el 9 de noviembre de 2009, con la voz de Jade Ewen , alcanzó el puesto número 8 en el Reino Unido. La canción salió de los top-diez tan solo una semana después. En Irlanda alcanzó el puesto 14 aunque no entró en las listas del resto de Europa.

- "Wear My Kiss", producida por Fernando Garibay fue lanzada como tercer y último sencillo el 22 de febrero de 2010, tres semanas antes del lanzamiento del álbum. El sencillo debutó y alcanzó el puesto número 7 . Salió del top-diez tan solo una semana después. En Irlanda, llegó al número nueve y no entró en las listas del resto de Europa.

## Recepción y crítica
El disco recibió críticas muy duras, los críticos dijeron que la música no encajaba en el grupo y que habían sido opacadas por el nuevo cambio en la formación. Metacritic le dio al álbum una puntuación de un 39% basada en 6 revisiones, Jon O'Brian de Allmusic le puso 2 estrellas sobre 5 diciendo "Sweet 7 busca directamente a la yugular, haciendo caso omiso de cualquier ambición de originalidad en favor de producir el tipo de fórmula de electro-R&B que se ha vuelto omnipresente en la parte alta de las listas de éxitos". Caroline Sullivan de The Guardian calificó el álbum como "decepcionante" y criticó al cambio inexplicable de la banda con respecto al sonido , afirmando que "La mayoría de las canciones se encuentran en una esclavitud de sonido Robotronic de Lady Gaga o, en la secreción de deseos de "Get Sexy", simplemente está mal para esta banda en particular".  Alex Denney de NME también estuvo de acuerdo en que el álbum era demasiado genérico "Sweet 7 nos deja anhelo de los buenos viejos tiempos. Este es el primer disco del grupo desde que firmó con el sello de Jay-Z, Roc Nation en Estados Unidos, que comparte las fijaciones Europop / Auto-Tune de la corriente principal de EE.UU. de hoy en día: "Get Sexy" suena como un conjunto flojo, de los últimos días de Timbaland, y "About a Girl" es un pedazo del futuro de la casa del amigo de Lady Gaga, RedOne, pero con el tiempo se podría esperar más de la consistencia blanda de las Sugababes. - Una vergüenza"
Gavin Martin de la Daily Mirror dio un paso más refiriéndose al álbum como un desastre comercial, que carece de alma, "La banda de la franquicia más antigua de Gran Bretaña se revela como una toda-falsedad, empujando a la empresa. Las canciones pueden desempeñar bocazas en el bar, estafadores en la pista de baile y videos de modelos, pero la falta de alma arrastra el conjunto de la empresa hacia abajo". Andy Gill de The Independent indica que las "Sugababes finalmente pasaron de ser una banda a una marca". Luego pasó a criticar su falta de carácter, "El problema es que en esta política de reposición se ha erosionado tanto el carácter del trío y su atractivo para todos ... la participación de los nuevos escritores y productores, tales como Red One, Stargate y The Smeezingtons, aquí no hay nada parecido con la pegajosa "Push The Button" "Principalmente, es solo música disco genérica aplastadora..."
Mientras tanto, Rick Pearson del London Evening Standard dijo que Sweet 7 se volvió deficiente desde la eliminación de Keisha Buchanan. Dijo que "la partida de su líder ve a las integrantes - Heidi Range, Amelle Berrabah y Jade Ewen, si tu estás luchando para mantenerte -. Aferrarse a una identidad en Sweet 7 "Miss Everything" apunta a Rihanna con su territorio R&B con su refuerzo de la voz autotune, mientras que "Give It To Me Now" lanza el powerpop de Girls Aloud pero tampoco es convincente Las chicas llevan los electropop tontos como "Get Sexy" hábilmente suficientes, pero Buchanan se extraña en momentos más melódicos. - especialmente en el piano de "Little Miss Perfect". Dan Cairnes de The Times le dio al álbum la revisión más mordaz citando a "Todos los temas mencionados como sus fracasos", "Heidi Range puede tener muescas por sus impresionantes nueve años como Sugababe, pero nunca ha sido un partido, en voz alta, para Mutya Buena o Buchanan, ahora tiene que compartir las tareas de cantar con las suaves Berrabah y Ewen. Solo quien decidió proseguir con la marca mostró terquedad a la hora de elegir las canciones aquí. Un trío que, una vez contoneándose al n º 1 con una buena mezcla de Gary Numan ("Freak Like Me") se reducen ahora a través de improvisaciones sin alegría gracias a la canción de Right Said Fred "I'm Too Sexy", en   "Get Sexy" , y coqueteando con Sean Kingston en el terrible "Miss Everything". Sugababes en 2010 son una pálida imitación, del karaoke en los días de gloria". Simon Price de The Independent dio una crítica mordaz sobre todo, que le indica al actual cambio "Pueden llamarse como les guste, pero nunca van llenar los talones de Keisha, Mutya y Siobhan. "Eso se acabó"

## Lista de canciones
| N.º | Título                                      | Escritor(es)                                                                            | Duración |  |
| 1.  | «Get Sexy»                                  | Bruno Mars, Philip Lawrence, Ari Levine, Richard Fairbrass, Fred Fairbrass, Rob Manzoli | 3:14     |  |
| 2.  | «Wear My Kiss»                              | Fernando Garibay, Mars, Lawrence, Carlos Battey & Stephen Battey (The Jackie Boys)      | 3:44     |  |
| 3.  | «About A Girl»                              | Makeba Riddick, Nadir Khayat                                                            | 3:28     |  |
| 4.  | «Wait For You»                              | Garibay, Mars, Lawrence                                                                 | 3:54     |  |
| 5.  | «Thank You For The Heartbreak»              | Ryan Tedder, Mikkel Eriksen & Tor Erik Hermansen (Stargate), Claude Kelly               | 3:40     |  |
| 6.  | «Miss Everithing» (Featuring Sean Kingston) | Mars, Lawrence, Levine, Brody Brown                                                     | 3:39     |  |
| 7.  | «She's a Mess»                              | Mars, Lawrence, Levine                                                                  | 3:26     |  |
| 8.  | «Give It to Me Now»                         | Crystal Johnson (Cristyle), Reggie Perry (Syience)                                      | 2:50     |  |
| 9.  | «Crash & Burn»                              | Jonas Jeberg, Marcus Bryant, Nakisha Smith                                              | 3:35     |  |
| 10. | «No More You»                               | Shaffer Smith, Eriksen, Hermansen                                                       | 4:15     |  |
| 11. | «Sweet & Amazing (Make It the Best)»        | Rob Allen, Eriksen, Hermansen, Martin Kleveland, Bernt Stray                            | 3:50     |  |
| 12. | «Little Miss Perfect»                       | Hermansen, Eriksen, Kelly                                                               | 3:53     |  |

## Personal
Gestión
| - Tim Blacksmith - mánager (Stargate, Martin K) - Danny D. - mánager (StarGate, Martin K) - Jay Brown - A&R | - Crown Music - gestión - Fabienne Leys - A&R - Tyran "Ty Ty" Smith - A&R |

Visuales
- StudioBOWDEN - dirección de arte

Créditos vocales
| - Carlos Battey & Stephen Battey - coros - Amelle Berrabah - vocalista principal, coros - Jade Ewen - vocalista principal, coros - Sean Kingston - vocalista invitado | - Philip Lawrence - coros - Ari Levin - coros - Bruno Mars - coros - Heidi Range - vocalista, coros |

Técnico
| - Marcus John Bryant - productor vocal, grabación - Daniel Davidsen - guitarra - Kevin "KD" Davis - Mezclador - Richard Edgeler - asistente (producción/mezcla) - Matt Foster - grabación - Fernando Garibay - productor, programación, organización - Josh Houghkirk - asistente - Jonas Jeberg - productor, productor vocal, instrumentación, grabación - Crystal "Cristyle" Johnson - productor Vocal - Martin "Martin K" Kleveland - productor, instrumentación - Philip Lawrence - productor vocal (adicional - "About a Girl") - Ari Levine - mezclador, instrumentación, grabación - Damien Lewis - ingeniero - Bruno Mars - músico - Mads Nilsson - mezclador - AJ Nunez - asistente de mezclador | - Robert Orton - mezclador - Carlos Oyanedel - ingeniero - Derek Pacuk - grabación - Dave Pensado - Mezclador - Reggie "Syience" Perry - productor - Nadir "RedOne" Khayat - ingeniero, instrumentación, programación, editor vocal - Makeba Riddick - productor vocal - Johnny Severin - ingeniero, editor vocal - Shaffer "Ne-Yo" Smith - coproductor - Tor Hermansen, Mikkel S. Erikson (Stargate) - producers, instrumentation - Mike Stevens - productor vocal (adicional) - Bernt Rune Stray - escritor, guitarra - Phil Tan - mixer - Jeremy Wheatley - vocal mixer (additional) |

## Posiciones en listas
El Álbum es el cuarto proyecto que tuvo 3 sencillos incluidos en los 10 mejores en el Reino Unido. Después de su lanzamiento, Sweet 7 debutó en el número 35 en Irlanda y en el 14 en Reino Unido, haciéndolo su disco menos posicionado en ambos países desde el álbum debut de la banda "One Touch" en el 2000 que se posicionó en el 25 y el 56 respectivamente. En la segunda semana el álbum registró la mayor caída de la semana en las listas de Irlanda al caer desde el puesto 26 hasta el 61 el 27 de marzo, la semana siguiente, el 3 de abril de 2010, había salido de los 100 Mejores tan solo a 3 semanas después de su publicación. En UK el álbum salió de los 40 mejores registrando una caída del puesto 29 hasta el 43 haciéndolo el primer álbum, de sus 10 años de carrera, que solo estuvo una semana en este ranking.
En suiza el álbum debutó en el número 92 convirtiéndose en su álbum menos posicionado, excluyéndolo de "Catfights and Spotlights" (2008) que no logró entrar en las listas, a la semana siguiente el álbum salió de los 100 mejores. La mejor posición fue en Grecia en donde debutó en el número 5 en el Ranking Griego de los álbumes internacionales aunque salió de los 15 mejores en la semana siguiente.

## Posiciones
| País        | Máxima Posición |
| ----------- | --------------- |
| Irlanda     | 35              |
| Grecia      | 5               |
| Suiza       | 92              |
| Reino Unido | 14              |

## Historial de Lanzamiento
| Zona         | Fecha               | Sello discográfico | Catálogo       |
| ------------ | ------------------- | ------------------ | -------------- |
| Polonia      | 5 de marzo de 2010  | Universal Music    | 060252727295   |
| Suiza        | 5 de marzo de 2010  | Universal Music    | 060252727295   |
| Austria      | 5 de marzo de 2010  | Universal Music    | 060252727295   |
| Australia    | 12 de marzo de 2010 | Universal Music    | 060252727295   |
| Países Bajos | 12 de marzo de 2010 | Universal Music    |                |
| Irlanda      | 12 de marzo de 2010 | Island Records     |                |
| Reino Unido  | 15 de marzo de 2010 | Island Records     | 00602527272955 |
| Alemania     | 16 de marzo de 2010 | Universal Music    |                |
| Canadá       | 23 de marzo de 2010 | Universal Music    |                |